# مقروص
مقروص (بالإنجليزية: Pinched)‏ هو فيلم كوميدي تم إنتاجه في الولايات المتحدة وصدر في سنة 1917. الفيلم من إخراج هارولد لويد.

## بطولة
- هارولد لويد

## روابط خارجية
- مقروص على موقع IMDb (الإنجليزية)
- مقروص على موقع قاعدة بيانات الفيلم (الإنجليزية)
- مقروص على موقع ليتربوكسد (الإنجليزية)
- مقروص على موقع كينوبويسك (الروسية)